# Кристијана Ђирели
Кристијана Ђирели (итал. Cristiana Girelli; 23. април 1990) италијанска је фудбалерка која игра на позицији нападача. Тренутно наступа за Јувентус и за репрезентацију Италије.

## Трофеји

### Клупски
Бардолино
- Серија А: 2007, 2008, 2009.
- Куп Италије: 2006, 2007, 2009.
- Суперкуп Италије: 2005, 2007, 2008.

Бреша
- Серија А: 2013/14, 2015/16.
- Куп Италије: 2014/15, 2015/16.
- Суперкуп Италије: 2014, 2015, 2016, 2017.

Јувентус	
- Серија А: 2018/19, 2019/20, 2020/21, 2021/22.
- Куп Италије: 2018/19, 2021/22, 2022/23.
- Суперкуп Италије: 2019, 2020, 2021, 2023.

### Индивидуални
- Најбољи стрелац Серије А: 2019/20, 2020/21, 2024/25.[1]
- Дворана славних италијанског фудбала: 2022.[2]